# União Soviética nos Jogos Olímpicos de Verão de 1964
A União Soviética competiu nos Jogos Olímpicos de Verão de 1964, realizados em Tóquio, Japão.
Ganhou ao todo 96 medalhas, sendo 30 de ouro, 31 de prata e 35 de bronze.